# Invincible (TV-serie)
Invincible är en amerikansk animerad action- och äventyrsserie vars första säsong hade premiär den 26 mars 2021. Första säsongen bestod av åtta avsnitt. Den andra säsongen kommer att ha premiär den 3 november 2023.

## Handling
Serien kretsar kring 17-åriga Mark Grayson som har en fantastisk superhjälte till pappa. När Mark utvecklar egna superkrafter är pappan dock inte är så imponerande som han trott.

## Rollista i urval
- Steven Yeun - Mark Grayson / Invincible
- Sandra Oh - Debbie Grayson
- J. K. Simmons - Nolan Grayson / Omni-Ma

- Gillian Jacobs - Samantha Eve Wilkins / Atom Eve
- Andrew Rannells - William Clockwell
- Walton Goggins - Cecil Stedman
- Chris Diamantopoulos - Donald Ferguson
- Zachary Quinto - Rudolph "Rudy" Connors
- Jason Mantzoukas - Rex Sloan / Rex Splode
- Malese Jow - Kate Cha / Dupli-Kate
- Grey Griffin - Shrinking Rae
- Khary Payton - Markus Grimshaw / Black Samson
- Zazie Beetz - Amber Bennett
- Kevin Michael Richardson - The Mauler Twins
- Mark Hamill - Art Rosenbaum
- Clancy Brown - Damien Darkblood
- Ross Marquand - Abraham Lincoln / The Immortal